# Tepice
Le Tepice est un torrent de la province de Turin, dans la région du Piémont en Italie.
C’est un affluent de droite du fleuve Pô, dans lequel il se jette peu en aval de la confluence de ce dernier avec le Banna.
Malgré leur voisinage les deux torrents ont un bassin hydrographique spécifique, mais font partie de la même analyse hydrique officielle

## Parcours
le Tepice naît de la confluence de quelques sources descendant collines comprises entre Pino Torinese et Baldissero Torinese et qui se réunissent en formant la Valle Ceppi, une petite vallée en collines qui se termine dans la plaine dans la commune de Chieri. Là, le Tepice, après son passage sous la route SS 10 Padana Inferiore, entre dans la cité où il est canalisé en sous-sol. Après une brève apparition à l’air libre dans un parc public, il repart en souterrain. Sortant définitivement à l’air libre au sud du centre urbain, le Tepice parcours passe en plaine entre Cambiano et Santena. Vers l’Ouest, il est traversé par l’A21 Torino-Piacenza; son cours est souvent altéré par divers canaux artificiels.
Au sud du hameau de Bauducchi (Moncalieri), il reçoit à droite le Rio di Valle Sauglio puis, traversé par la route SS 393  di Villastellone de la A6 Torino-Savona, il se jette dans le Pô à 221 m d’altitude. Le périmètre hydrographique du torrent est de 39 km.

## Principaux affluents
- À droite:
  - Rio Vaiors – naît des collines entre Pino Torinese et Pecetto Torinese et après 6 km conflue dans la Tepice (250 m) après avoir reçu les eaux du Rio Castelvecchio;
  - Rio di Valle Sauglio – recueille les eaux des collines au sud du Colle della Maddalena et, après être passé entre Revigliasco (Moncalieri) et Pecetto, passe à l’est de la commune de  Trofarello et se jette dans le Tepice (225 m).
- À gauche:
  - Rio Gionchetto – naît des collines de Baldissero Torinese, traverse la cité de Chieri puis, après un parcours de 10 km, se jette dans le Tepice (248 m).

## Inondations

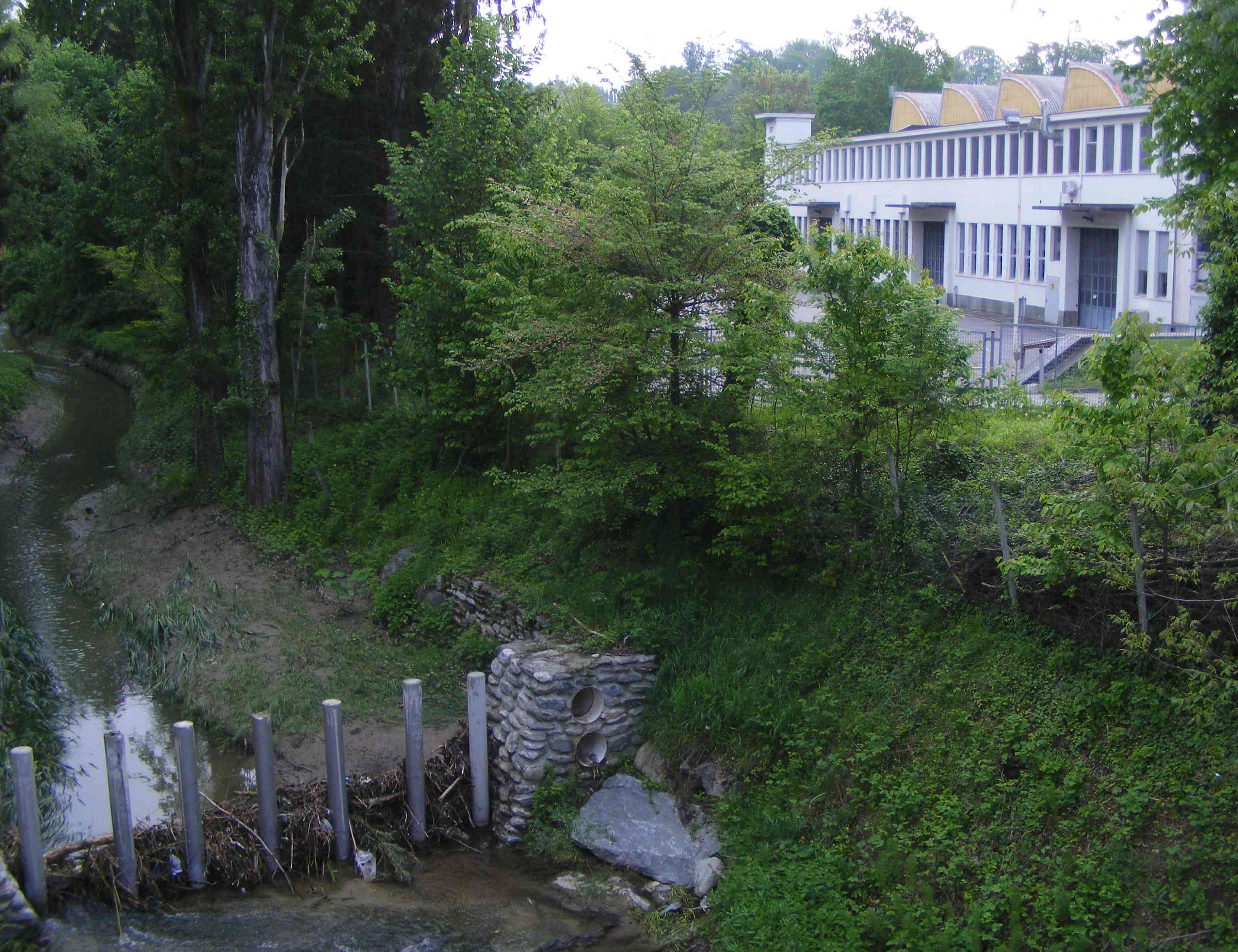
Système de protection en amont de Chieri)

Le Tepice traverse un territoire fortement bouleversé depuis l'Antiquité et les relevés relatifs aux inondations sporadiques remontent loin en arrière dans le temps. En 1517, par exemple, le torrent noie le territoire de Chieri
La zone la plus critique se situe un peu avant la confluence avec le Pô, où ses eaux peuvent s’unir à celles du Banna et où d’éventuelles inondations mettent en péril les importantes infrastructures autoroutières et ferroviaires. Dans cette zone le Tepice, en avril 2009, provoqua des dégâts entre Santena et Trofarello.

## État ambiant

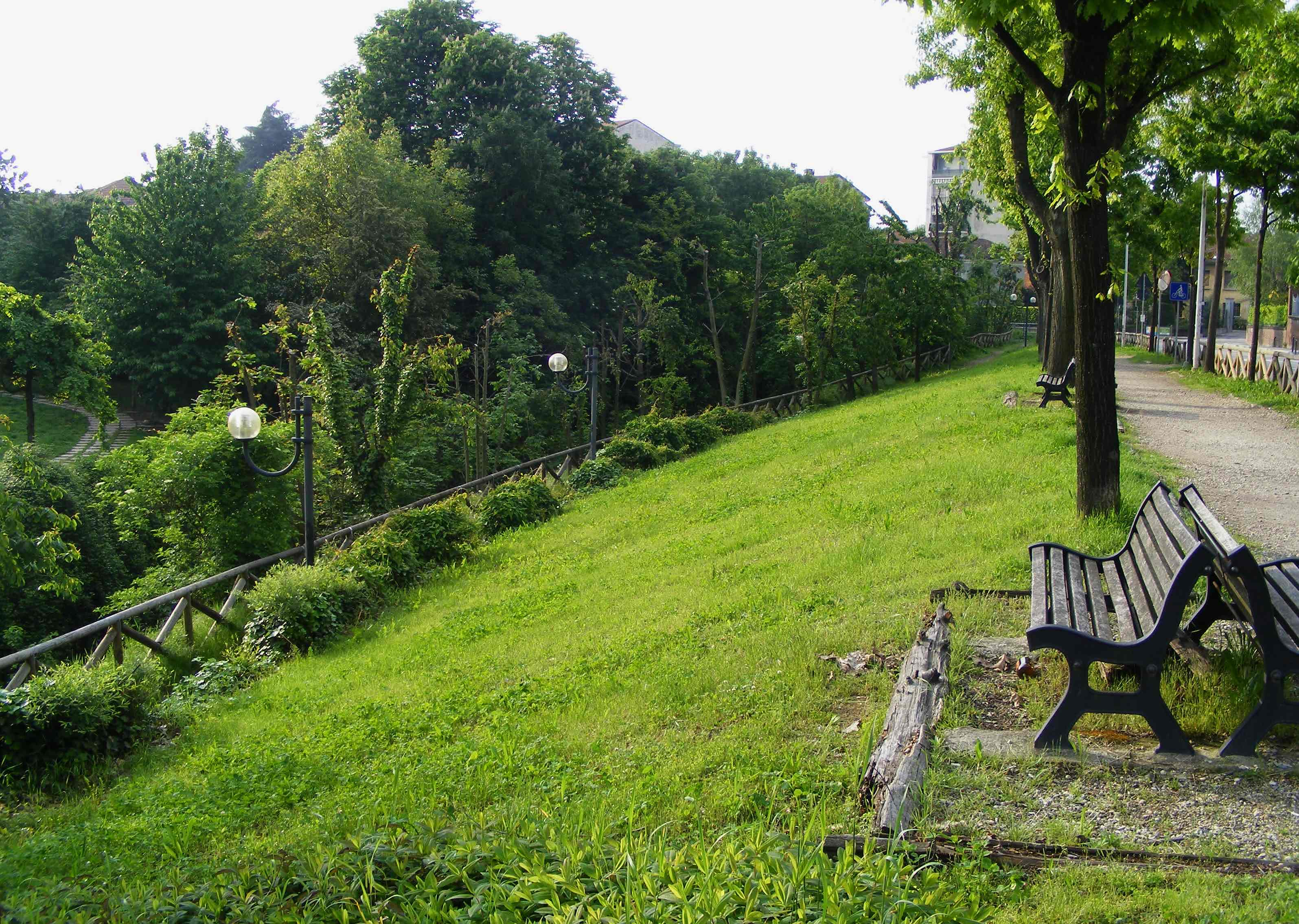
Protection à Chieri

L’état ambiant du Tepice, dans sa portion de plaine, est considéré comme pessimiste soit pour la pollution due aux décharges industrielles et civiles, soit par la présence de métaux lourds. Par contre, la zone des sources du Tepice est caractérisée par une bonne qualité des eaux naturelles.
À partir de 1996, certaines associations font pression pour attirer l’attention sur la dégradation du torrent. Leur action a porté sur un monitorage plus ponctuel de la qualité des eaux et des propositions de tutelle sur les zones des sources

## Sources
- (it) Cet article est partiellement ou en totalité issu de l’article de Wikipédia en italien intitulé « Tepice » (voir la liste des auteurs).